# Tadataka Inō
Tadataka Inō (jap. 伊能 忠敬 Inō Tadataka; ur. 1745, zm. 1818) – japoński mierniczy i kartograf.

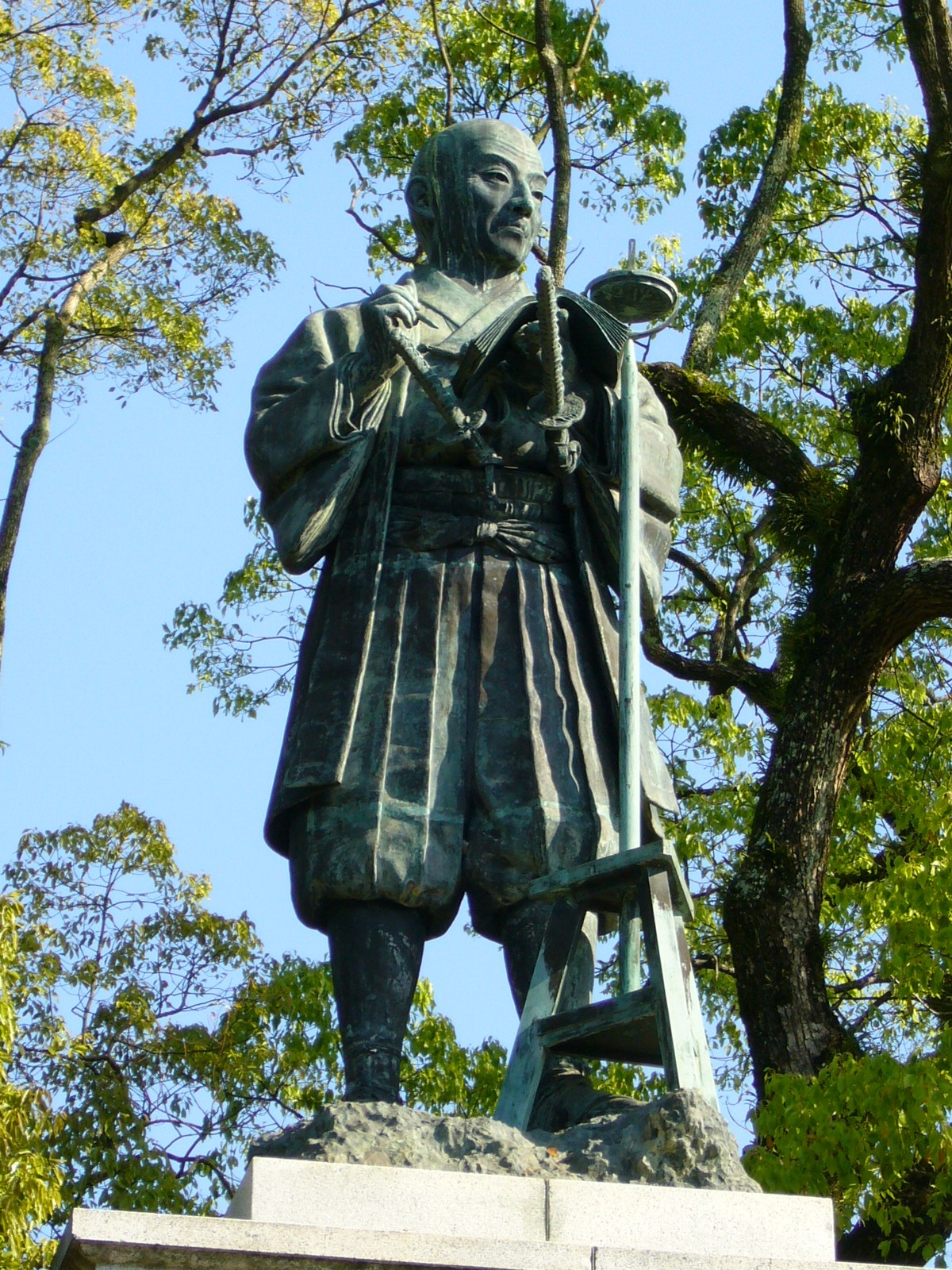
Pomnik Tadataki Inō w Sawarze

Urodził się w prowincji Kazusa (obecna prefektura Chiba), w małej wiosce rybackiej, jako Sanjirō Jinbo (jap. 神保 三治郎 Jinbo Sanjirō). W wieku 17 lat został zaadoptowany przez bogatą rodzinę z Sawary (ob. część miasta Katori), przyjmując nazwisko Inō i imię Saburōzaemon (三郎右衛門), które później zmienił na Tadataka. Pracował jako nadzorca rodzinnego interesu, obejmującego handel i produkcję sake. W wieku 49 lat porzucił dotychczasowe zajęcie, poświęcając się studiom nad astronomią, geografią i matematyką. Uczył się u astronoma Yoshitoki Takahashiego, który wprowadził go w arkana wiedzy zachodniej. Na zlecenie siogunatu dokonał poprawy kalendarza, a także prowadził obserwacje astronomiczne. W 1797 roku jako pierwszy Japończyk zaobserwował kulminację Wenus.
Dziełem jego życia był zainicjowany w 1800 roku projekt przeprowadzenia oficjalnych pomiarów gruntu. Do swojej śmierci przemierzył ponad 35 tys. kilometrów, sporządzając na podstawie zebranych danych serię wielkoskalowych, niezwykle dokładnych map całej Japonii, ukazujących przebieg linii brzegowej oraz ważniejszych rzek i dróg. W przeciwieństwie do swoich poprzedników zerwał z tradycyjnymi względami politycznymi i historycznymi, sięgając przy tworzeniu map do najnowszych dostępnych zdobyczy techniki, koncentrując się na geograficznej i matematycznej precyzji pomiarów. Po śmierci Inō projekt był kontynuowany przez jego współpracowników, którzy w 1821 roku doprowadzili do wydania kompletnego atlasu w 214 arkuszach pod tytułem Dai Nihon Enkai Yochi Zenzu (jap. 大日本沿海輿地全図). Część z tych map skopiował podczas swojego pobytu w Japonii i rozpowszechnił później na Zachodzie Philipp Franz Balthasar von Siebold.
W Sawarze znajduje się poświęcone mu muzeum.

## Galeria

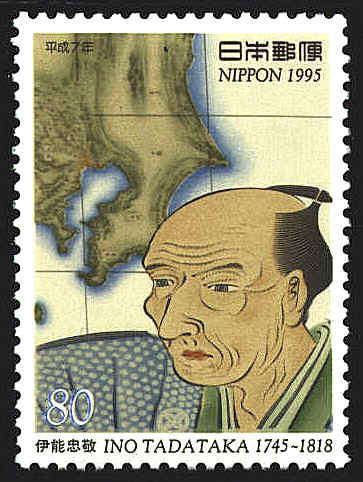
Podobizna Tadataki Inō na japońskim znaczku pocztowym
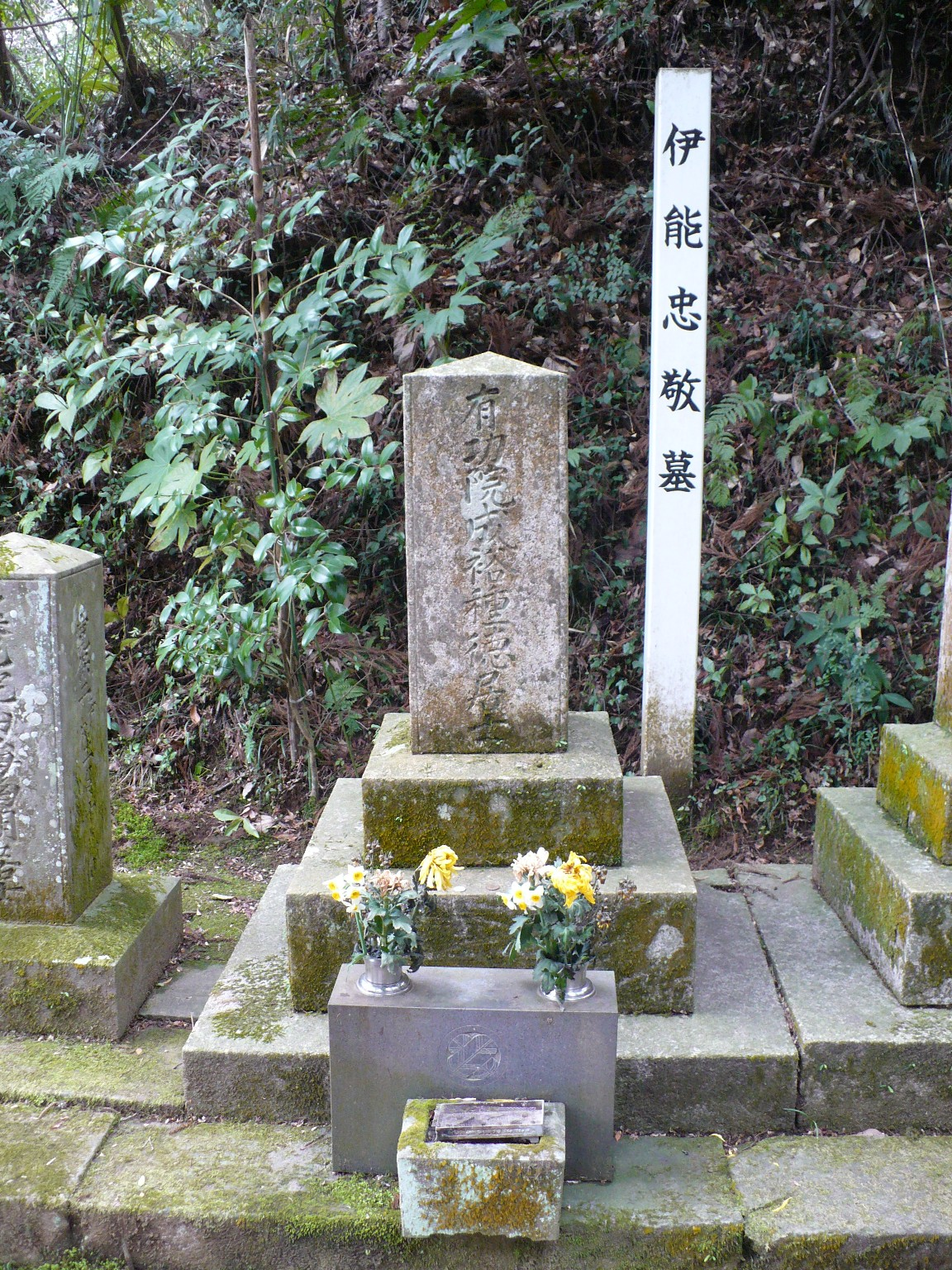
Grób Tadataki Inō w Sawarze
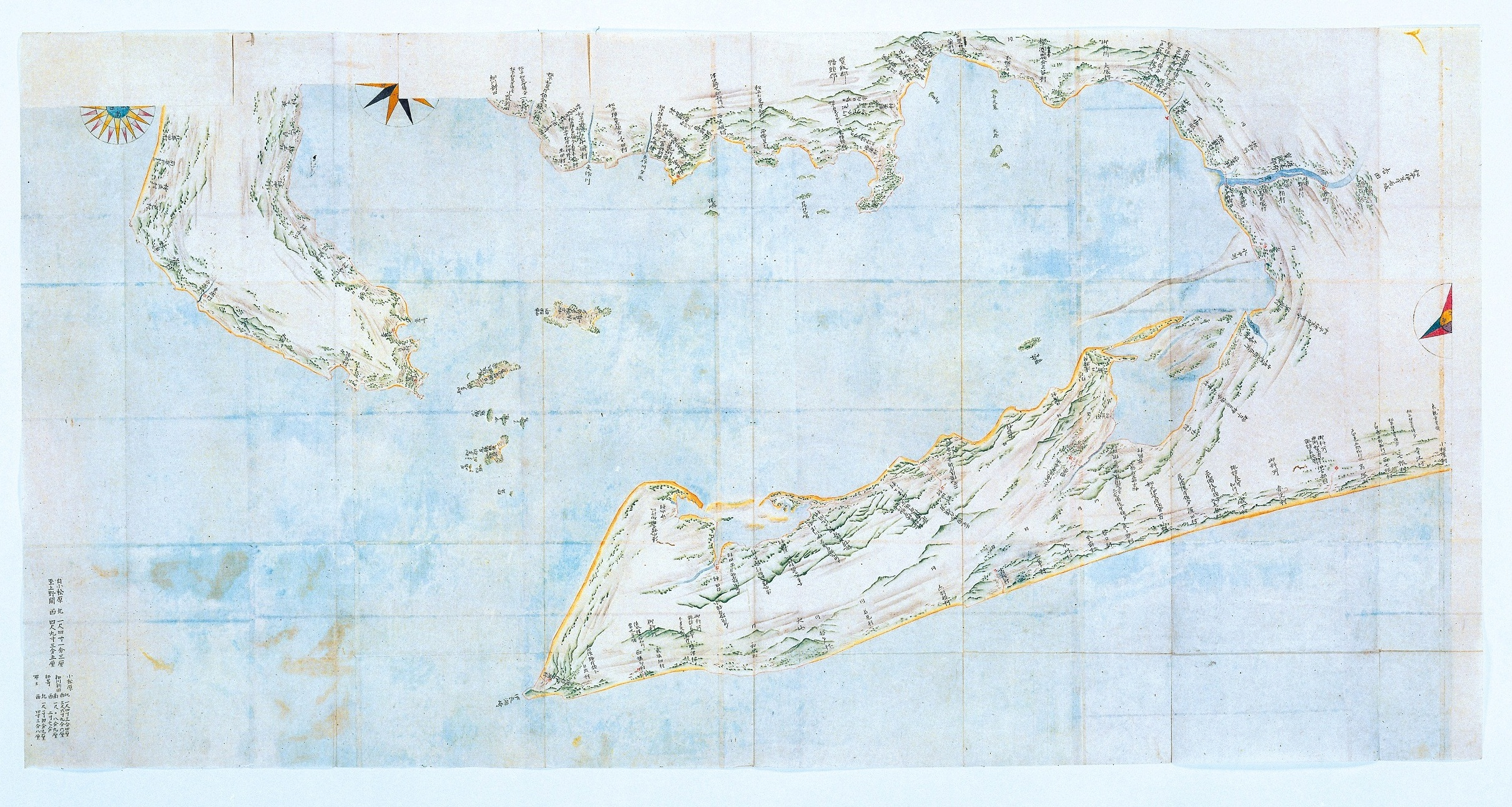
Półwysep Atsumi u dołu, zatoka Mikawa i po lewej półwysep Chita
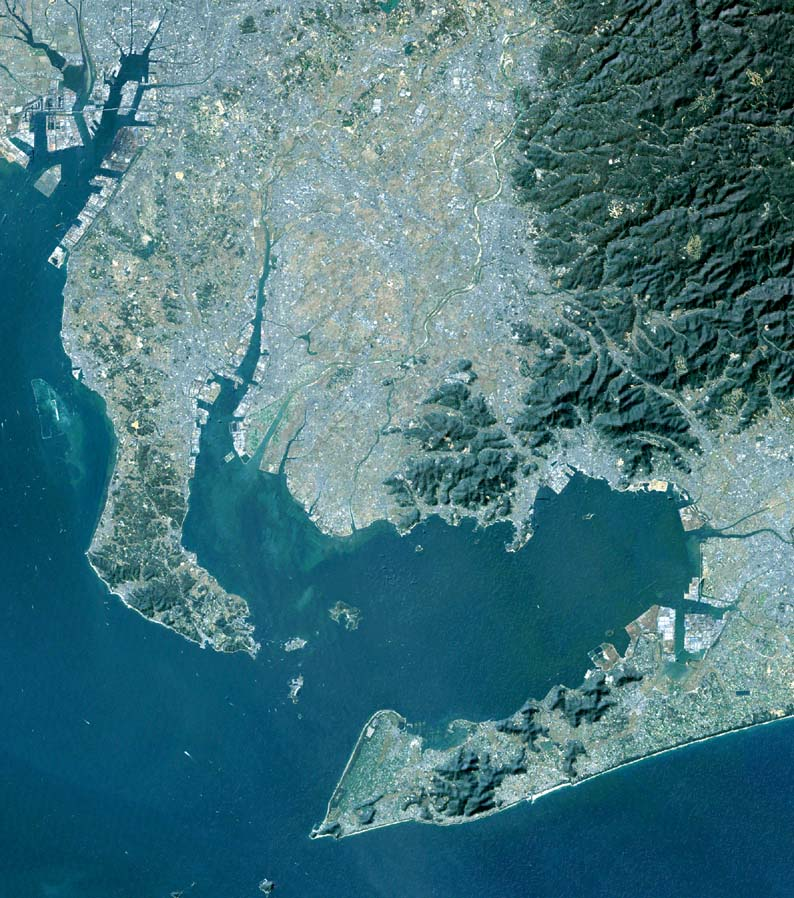
Ten sam obszar widziany z kosmosu